# Cedric Hardwicke

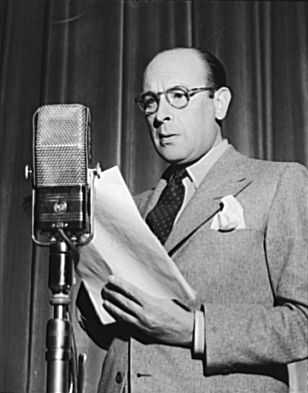
Cedric Hardwicke im Juni 1942

Sir Cedric Webster Hardwicke (* 19. Februar 1893 in Lye, Worcestershire, England; † 6. August 1964 in New York City, New York, USA) war ein britischer Film- und Theaterschauspieler. Über Jahrzehnte spielte er in Hollywood in zahlreichen Filmen profilierte Haupt- und Nebenrollen. Als Theaterschauspieler wurde er mit Rollen in den Werken von Shaw und Shakespeare berühmt.

## Leben
Cedric Hardwicke besuchte gegen den Willen seines Vaters die Royal Academy of Dramatic Art und gab 1912 sein Bühnendebüt am Lyceum Theatre in London. Ein Jahr später, 1913, stand er zum ersten Mal in einem Stummfilm vor der Kamera. Im selben Jahr unternahm er mit der Theatertruppe von Frank Benson Tourneereisen nach Südafrika und Rhodesien. Bereits 1914 erhielt er größere Shakespeare-Rollen am berühmten Old Vic Theatre in London. Im Ersten Weltkrieg kämpfte Hardwicke an der Seite der Briten, bis 1921 blieb er im militärischen Dienst. Anschließend stand er ab 1922 in Birmingham erneut auf der Bühne. Seine Freundschaft mit dem Schriftsteller George Bernard Shaw ebnete Hardwicke den Weg zurück nach London. In den Aufführungen – teilweise Uraufführungen – vieler Shaw-Stücke spielte Hardwicke die Hauptrolle, was ihm zu einem Schauspieler von großem Ansehen machte. 1934 wurde er von König Georg V. zum Ritter geschlagen und damit in den Stand eines Sir erhoben. Diese Ehrung wurde Schauspielern seinerzeit nur selten zuteil und Hardwicke erhielt sie bereits im Alter von 41 Jahren. Zeitweise unterrichtete er auch Schauspiel und Theater an der Cambridge University.

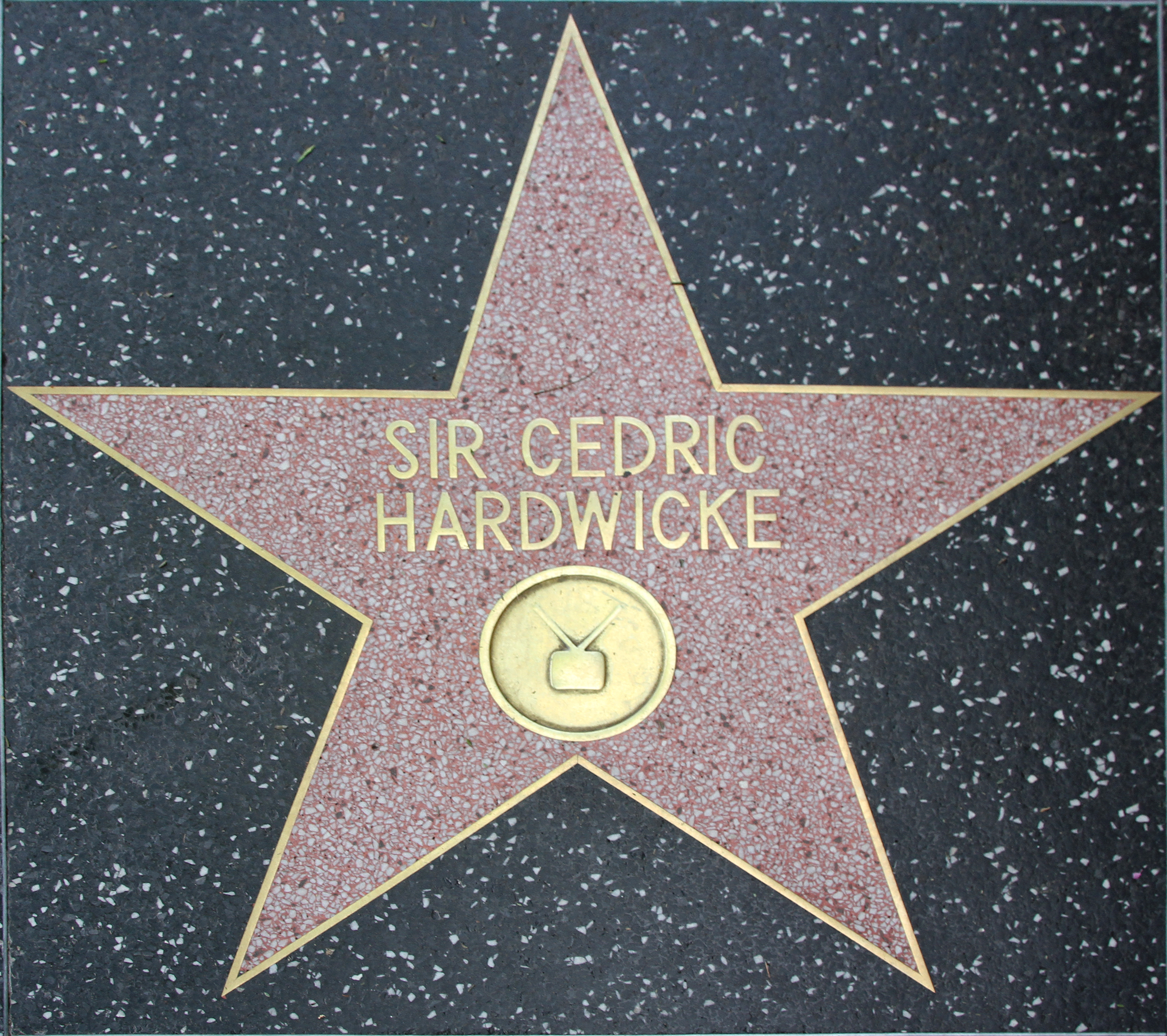
Hardwickes Stern auf dem Hollywood Walk of Fame

1936 emigrierte Hardwicke in die Vereinigten Staaten, wo er am Broadway an seine Erfolge in England anknüpfen konnte. Er kehrte allerdings in späteren Jahren mehrmals für Theaterauftritte in seine Heimat zurück. Bereits in Großbritannien, aber vor allem in Hollywood stand Hardwicke in zahlreichen Spielfilmen vor der Kamera. Oftmals übernahm Hardwicke anspruchsvolle Charakterrollen und spielte dabei auch Schurken, etwa den düsteren Frollo in William Dieterles Literaturverfilmung Der Glöckner von Notre Dame nach dem Roman von Victor Hugo. Im Horrorfilm Frankenstein kehrt wieder von Universal Pictures spielte Hardwicke 1942 die Hauptrolle des Wissenschaftlers Ludwig von Frankenstein. Zwei seiner vielleicht bekanntesten Rollen spielte er in Hitchcock-Filmen: In Verdacht (1941) war er der strenge Vater von Joan Fontaine und in Cocktail für eine Leiche (1948) verkörperte er den nachdenklichen Gelehrten Mr. Kentley, der von den Mördern seines Sohnes zum Dinner eingeladen wird. In Laurence Oliviers Shakespeare-Verfilmung Richard III. spielte er 1955 König Edward. Ein Jahr später agierte er als alternder Pharao in Cecil B. DeMilles Monumentalfilm Die zehn Gebote. Ab den 1950er-Jahren übernahm Hardwicke auch Gastrollen im Fernsehen.
Als Filmregisseur und Filmproduzent war Hardwicke 1943 am Episodenfilm Auf ewig und drei Tage beteiligt, der gemeinsam von zahlreichen in Hollywood lebenden Exilbriten gedreht wurde, um die Moral im Zweiten Weltkrieg zu stärken. Es blieb seine einzige Arbeit hinter der Kamera. Über Hollywood bemerkte der Schauspieler einmal: „Ich glaube, dass Gott die Schauspieler bemitleidet hat und deshalb Hollywood erfand, um ihnen einen Platz an der Sonne und einen Swimming-Pool zu geben. Der Preis, den sie zahlen mussten, war ihr Talent aufzugeben.“

## Privatleben
Cedric Hardwicke war zweimal verheiratet. Seine 1928 geschlossene Ehe mit der Schauspielerin Helena Pickard dauerte 20 Jahre. 1932 bekam das Ehepaar einen Sohn, Edward Hardwicke, der ebenfalls als Schauspieler tätig war. Nach der Scheidung von Pickard heiratete Hardwicke 1950 die ebenfalls als Schauspielerin tätige Mary Scott. Nach elf Jahren Ehe erfolgte 1961 die Scheidung. Seine 1961 in Zusammenarbeit mit James Brough entstandene Autobiografie trägt den Titel A Victorian in Orbit. The Irreverent Memoirs of Sir Cedric Hardwicke. Der Schauspieler verstarb 1964 im Alter von 71 Jahren an einer schweren Lungenentzündung.
Für seine Karriere wurde Cedric Hardwicke mit zwei Sternen auf dem Hollywood Walk of Fame geehrt.

## Filmografie (Auswahl)
- 1913: Riches and Rogues
- 1926: Nelson
- 1932: Rom-Expreß (Rome Express)
- 1933: The Ghoul
- 1934: Jud Süß (Jew Süss)
- 1935: Die Elenden (Les Misérables)
- 1935: Jahrmarkt der Eitelkeiten (Becky Sharp)
- 1936: Was kommen wird (Things to Come)
- 1937: Green Light
- 1937: King Solomon’s Mines
- 1939: On Borrowed Time
- 1939: Stanley und Livingstone (Stanley and Livingstone)
- 1939: Der Glöckner von Notre Dame (The Hunchback of Notre Dame)
- 1940: The Howards of Virginia
- 1940: Tom Brown’s School Days
- 1940: Der Unsichtbare kehrt zurück (The Invisible Man Returns)
- 1941: Waffenschmuggler von Kenya (Sundown)
- 1941: Verdacht (Suspicion)
- 1942: Der unsichtbare Agent (Invisible Agent)
- 1942: Frankenstein kehrt wieder (The Ghost of Frankenstein)
- 1942: Commandos Strike at Dawn
- 1943: Auf ewig und drei Tage (Forever and a Day) (auch Co-Produzent und Co-Regie)
- 1944: Scotland Yard greift ein (The Lodger)
- 1944: Wilson
- 1944: Schlüssel zum Himmelreich (The Keys of the Kingdom)
- 1944: Mission im Pazifik (Wing and a Prayer)
- 1945: Das Bildnis des Dorian Gray (The Picture of Dorian Gray) (Stimme)
- 1946: Ungeduld des Herzens (Beware of Pity)
- 1947: Nicholas Nickleby
- 1947: Ivy
- 1947: Tycoon
- 1947: Angelockt (Lured)
- 1948: Qualen der Liebe (A Woman’s Vengeance)
- 1948: Cocktail für eine Leiche (Rope)
- 1948: Geheimnis der Mutter (I Remember Mama)
- 1948: Der Fall Winslow (The Winslow Boy)
- 1949: Ritter Hank, der Schrecken der Tafelrunde (A Connecticut Yankee in King Arthur’s Court)
- 1950: Hölle am weißen Turm (The White Tower)
- 1951: Rommel, der Wüstenfuchs (The Desert Fox: The Story of Rommel)
- 1952: Der eiserne Handschuh (The Green Glove)
- 1952: Das Schiff der Verurteilten (Botany Bay)
- 1952: Die Geliebte des Korsaren (Caribbean)
- 1953: Salome
- 1953: Kampf der Welten (War of the Worlds) (Stimme)
- 1954: Die schöne Helena (Helen of Troy)
- 1955: Richard III.
- 1956: Die zehn Gebote (The Ten Commandments)
- 1956: Die Macht und ihr Preis (The Power and the Prize)
- 1956: Diane – Kurtisane von Frankreich (Diane)
- 1956: In 80 Tagen um die Welt (Around the World in Eighty Days)
- 1957: So enden sie alle (Baby Face Nelson)
- 1957: The Story of Mankind
- 1961–1962: The Gertrude Berg Show (Fernsehserie, 26 Folgen)
- 1962: Fünf Wochen im Ballon (Five Weeks in a Balloon)
- 1964: Schlafzimmerstreit (The Pumpkin Eater)

## Autobiografie
- Cedric Hardwicke, James Brough: A Victorian in Orbit. The Irreverent Memoirs of Sir Cedric Hardwicke, As Told to James Brough. Methuen & Co., London 1961.